# Catherine Balavage
Catherine Balavage est une actrice écossaise née le 12 août 1984 dans le comté de Lanarkshire.

## Filmographie
- 2002-2004 : River City (série TV) : Rosemary Lewes
- 2005 : Puritan : Dame de la conférence
- 2007 : Soccer AM (série TV) : Lauren Smith
- 2008 : Genie in the House (série TV) : Sarah
- 2009 : 1939 : Debutante / Femme qui dort (non créditée)
- 2010 : Downton Abbey (série TV) : Suffragette
- 2010 : Sex & Drugs & Rock & Roll : Crazy drug girl (non créditée)
- 2010 : It's a Wonderful Afterlife : Serveuse
- 2010 : Take Us On : Sylvie
- 2010 : Shanghai : Secrétaire
- 2010 : Luther (série TV) : Hoodie
- 2010 : Harry Potter et les Reliques de la Mort : Un Mangemort (non créditée)
- 2011 : Junkhearts : Pregnant Women
- 2011 : W.E. : Welsh wife
- 2011 : Hugo Cabret : Une dame dans un café parisien